# Mistrovství Evropy v basketbalu žen 1983
19. mistrovství Evropy v basketbalu žen proběhlo v dnech 11. – 18. září v maďarských městech Miskolc, Budapešť a Zalaegerszeg.
Turnaje se zúčastnilo 12 týmů, rozdělených do dvou šestičlenných skupin. První dvě družstva postoupila do semifinále. Týmy, které skončily na třetím a čtvrtém místě hrály o 5. - 8. místo a týmy na pátém a šestém místě hrály o 9. - 12. místo Mistrem Evropy se stalo družstvo Sovětského svazu.

## Výsledky a tabulky

### Skupina A
|    |            | YUG   | HUN    | POL   | NED   | ROM    | ESP   | V | P | Skóre   | B  |
| 1. | Jugoslávie | ***   | 60:57  | 68:60 | 60:50 | 66:59  | 75:57 | 5 | 0 | 329:283 | 10 |
| 2. | Maďarsko   | 57:60 | ***    | 80:73 | 72:55 | 87:85p | 94:64 | 4 | 1 | 390:337 | 9  |
| 3. | Polsko     | 60:68 | 73:80  | ***   | 62:60 | 97:86  | 92:56 | 3 | 2 | 384:353 | 8  |
| 4. | Nizozemsko | 50:60 | 55:72  | 60:62 | ***   | 55:54  | 53:52 | 2 | 3 | 273:300 | 7  |
| 5. | Rumunsko   | 59:66 | 85:87p | 86:97 | 54:55 | ***    | 83:64 | 1 | 4 | 367:369 | 6  |
| 6. | Španělsko  | 57:75 | 64:94  | 59:92 | 52:53 | 64:83  | ***   | 0 | 5 | 296:397 | 5  |

 Polsko -  Španělsko 92:59 (39:28)
11. září 1983 (16:00) – Miškovec
 Jugoslávie -  Nizozemsko 60:50 (35:20)
11. září 1983 (17:45) – Miškovec
 Maďarsko -  Rumunsko 87:85pp (44:38, 77:77)
11. září 1983 (20:00) – Miškovec
 Polsko -  Nizozemsko 62:60 (30:31)
12. září 1983 (16:30) – Miškovec
 Jugoslávie -  Rumunsko 66:59 (31:21)
12. září 1983 (18:15) – Miškovec
 Maďarsko -  Španělsko 94:64 (46:27)
12. září 1983 (20:00) – Miškovec
 Rumunsko -  Španělsko 83:64 (43:36)
13. září 1983 (16:30) – Miškovec
 Jugoslávie -  Polsko 68:60 (33:24)
13. září 1983 (18:15) – Miškovec
 Maďarsko -  Nizozemsko 72:55 (34:26)
13. září 1983 (20:00) – Miškovec
 Nizozemsko -  Rumunsko 55:54 (24:28)
14. září 1983 (16:30) – Miškovec
 Jugoslávie -  Španělsko 75:57 (35:20)
14. září 1983 (18:15) – Miškovec
 Maďarsko -  Polsko 80:73 (50:42)
14. září 1983 (20:00) – Miškovec
 Nizozemsko -  Španělsko 53:52 (31:34)
15. září 1983 (16:30) – Miškovec
 Polsko -  Rumunsko 97:86 (42:48)
15. září 1983 (18:15) – Miškovec
 Jugoslávie -  Maďarsko 60:57 (21:31)
15. září 1983 (20:00) – Miškovec

### Skupina B
|    |           | URS    | BUL    | ITA   | TCH   | SWE    | GER    | V | P | Skóre   | B  |
| 1. | SSSR      | ***    | 108:60 | 83:53 | 97:55 | 105:74 | 115:56 | 5 | 0 | 508:298 | 10 |
| 2. | Bulharsko | 60:108 | ***    | 85:74 | 90:86 | 97:88  | 88:62  | 4 | 1 | 420:418 | 9  |
| 3. | Itálie    | 53:83  | 74:85  | ***   | 74:68 | 72:58  | 50:54  | 2 | 3 | 323:248 | 7  |
| 4. | ČSSR      | 55:97  | 86:90  | 68:74 | ***   | 78:76  | 78:61  | 2 | 3 | 365:404 | 7  |
| 5. | Švédsko   | 74:105 | 88:97  | 58:72 | 76:78 | ***    | 68:66  | 1 | 4 | 364:418 | 6  |
| 6. | Německo   | 56:116 | 62:88  | 54:50 | 61:78 | 66:68  | ***    | 0 | 5 | 305:399 | 5  |

 SSSR -  Švédsko 105:74 (48:40)
11. září 1983 (16:00) – Zalaegerszeg
 Německo -  Itálie 54:50 (28:25)
11. září 1983 (17:45) – Zalaegerszeg
 Bulharsko -  ČSSR 90:86 (52:40)
11. září 1983 (20:00) – Zalaegerszeg
 Švédsko -  Německo 68:66 (37:34)
12. září 1983 (16:30) – Zalaegerszeg
 SSSR -  Bulharsko 108:60 (55:25)
12. září 1983 (18:15) – Zalaegerszeg
 Itálie -  ČSSR 74:68 (38:32)
12. září 1983 (20:00) – Zalaegerszeg
 Bulharsko -  Německo 88:62 (47:31)
13. září 1983 (16:30) – Zalaegerszeg
 Itálie -  Švédsko 72:58 (32:31)
13. září 1983 (18:15) – Zalaegerszeg
 SSSR -  ČSSR 97:55 (45:29)
13. září 1983 (20:00) – Zalaegerszeg
 ČSSR -  Švédsko 78:76 (43:42)
14. září 1983 (16:30) – Zalaegerszeg
 SSSR -  Německo 115:56 (60:22)
14. září 1983 (18:15) – Zalaegerszeg
 Bulharsko -  Itálie 85:74 (46:29)
13. září 1983 (20:00) – Zalaegerszeg
 SSSR -  Itálie 83:53 (34:33)
15. září 1983 (16:30) – Zalaegerszeg
 Bulharsko -  Švédsko 97:88 (46:36)
15. září 1983 (18:15) – Zalaegerszeg
 ČSSR -  Německo 78:61 (47:29)
15. září 1983 (20:00) – Zalaegerszeg

### Semifinále
Bulharsko -  Jugoslávie 72:62 (36:33)
17. září 1983 (18:15) – Budapešť
 SSSR -  Maďarsko 103:69 (62:36)
17. září 1983 (20:00) – Budapešť

### Finále
SSSR -  Bulharsko 91:70 (41:36)
18. září 1983 (20:00) – Budapešť

### O 3. místo
Maďarsko -  Jugoslávie 82:79 (45:46)
18. září 1983 (18:15) – Budapešť

### O 5. - 8. místo
Itálie -  Nizozemsko 60:57 (27:30)
17. září 1983 (13:00) – Budapešť
 ČSSR -  Polsko (32:30)
17. září 1983 (16:30) – Budapešť69:59

### O 5. místo
Itálie -  ČSSR 55:54 (23:28)
18. září 1983 (16:30) – Budapešť

### O 7. místo
Polsko -  Nizozemsko 82:73 (41:26)
18. září 1983 (13:00) – Budapešť

### O 9. - 12. místo
Švédsko -  Španělsko 85:82 (34:34)
17. září 1983 (9:30) – Budapešť
 Rumunsko -  Německo 71:62 (34:29)
17. září 1983 (11:15) – Budapešť

### O 9. místo
Rumunsko -  Švédsko 80:75 (41:40)
18. září 1983 (11:15) – Budapešť

### O 11. místo
Španělsko - Německo 64:63 (34:34)
18. září 1983 (9:30) – Budapešť

## Konečné pořadí
| Pořadí           | Tým        | Z | V | P | Skóre   | B  |
| ---------------- | ---------- | - | - | - | ------- | -- |
| Zlatá medaile    | SSSR       | 7 | 7 | 0 | 702:437 | 14 |
| Stříbrná medaile | Bulharsko  | 7 | 5 | 2 | 562:571 | 12 |
| Bronzová medaile | Maďarsko   | 7 | 5 | 2 | 541:519 | 12 |
| 4.               | Jugoslávie | 7 | 5 | 2 | 470:437 | 12 |
| 5.               | Itálie     | 7 | 4 | 3 | 438:459 | 11 |
| 6.               | ČSSR       | 7 | 3 | 4 | 488:512 | 10 |
| 7.               | Polsko     | 7 | 4 | 3 | 525:495 | 11 |
| 8.               | Nizozemsko | 7 | 2 | 5 | 403:442 | 9  |
| 9.               | Rumunsko   | 7 | 3 | 4 | 518:506 | 10 |
| 10.              | Švédsko    | 7 | 2 | 5 | 524:580 | 9  |
| 11.              | Španělsko  | 7 | 1 | 6 | 442:545 | 8  |
| 12.              | Německo    | 7 | 1 | 6 | 424:534 | 8  |